# Banque de développement de Chine
Pour les articles homonymes, voir CDB.
La Banque de développement de Chine (en anglais, China Development Bank ou CDB) est une banque publique chinoise spécialisé dans le financement des infrastructures, dans le cadre du soutien à la politique monétaire du pays. Elle est créée en 1994. Son siège social est basée à Pékin. Elle est sous la tutelle du Conseil des affaires de l'État de la république populaire de Chine.